# بوکوویک (پرییپویه)
بوکوویک (به صربی: Bukovik) یک روستا در صربستان است که در پریژپولجه واقع شده‌است. بوکوویک ۱۰۷ نفر جمعیت دارد.